# Omikron Aurigae
Omikron Aurigae, ookwel ο Aurigae, is de Bayer-aanduiding voor een astrometrisch binair stelsel in het noordelijke sterrenbeeld Voerman. Met een schijnbare visuele magnitude van 5,47, is hij zwak zichtbaar met het blote oog. Gebaseerd op een jaarlijkse parallaxverschuiving van 5,5604 mas, is hij ongeveer 587 lichtjaar van de aarde verwijderd. De ster maakt deel uit van de Grote Beer-stroom van medebewegende sterren.
De zichtbare component is een chemisch peculiaire ster met een stellaire classificatie van A1 Cr Eu; wat betekent dat dit een A-type ster is met een spectrum dat abnormaal hoge abundanties van chroom (Cr) en europium (Eu) vertoont. Er is een magnetisch veld waargenomen en het is een bron van röntgenstraling met een lichtkracht van: log Lx = 29,1. Hij draait met een geprojecteerde omwentelingssnelheid van 29 km/s en straalt 95 maal de lichtkracht van de zon uit vanuit zijn fotosfeer bij een effectieve temperatuur van 8.660 K.